# للکلو
للکلو، دهستانی از توابع بخش للکلو شهرستان میاندوآب در استان آذربایجان غربی ایران است.

## جمعیت
این روستا در دهستان مرحمت‌آباد جنوبی قرار دارد و براساس سرشماری مرکز آمار ایران در سال ۱۳۸۵، جمعیت آن ۱٬۳۹۷ نفر (۳۱۸ خانوار) بوده‌است.